# Jan Rustem

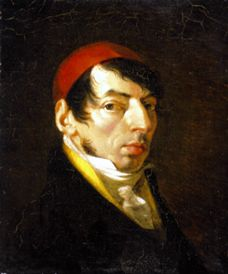
Jan Rustem: Selbstporträt, Nationalmuseum (Breslau)

Jan Rustem (litauisch Jonas Rustemas, armenisch Յան Ռուստամ, * 1762 in Istanbul; † 21. Juni 1835 in Puszki bei Dūkštas) war ein Porträtmaler armenischer, türkischer oder griechischer Abstammung in Polen und Professor an der Wilnaer Universität.
Er kam nach Polen als zehnjähriges Waisenkind auf Einladung von General Adam Kazimierz Czartoryski. Er studierte Malerei in Warschau bei Jean-Pierre Norblin de la Gourdaine, später bei Marcello Bacciarelli. 1788 bis 1790 verbrachte er in Deutschland, wo er in eine Freimaurerloge angenommen wurde. Danach kam er nach Litauen, 1794 nach Warschau, 1798 siedelte er endgültig in Litauen an, einige Jahre zuvor noch Teil der polnisch-litauischen Union.
Er wurde Assistent bei Franciszek Smuglewicz am Lehrstuhl für Malerei der Wilnaer Universität. 1811 wurde er außerordentlicher Professor für Zeichnen, 1819 für Malerei, 1821 wurde er zum ordentlichen Professor berufen. 1826 trat er in Ruhestand, aber bis 1831 unterrichtete er weiterhin Malerei. Zu seinen Studenten gehörte u. a. Taras Schewtschenko.
1812 wurde er zum Hofrat, 1818 zum Kollegialrat ernannt. Er war auch in litauischen Freimaurerlogen tätig.
Er beschäftigte sich hauptsächlich mit der Porträtmalerei, schuf zahlreiche Selbstporträts. Er malte auch Landschaften, mythologische und historische Szenen, entwarf Bühnenbilder und Kostüme für den Wilnaer Theater.